# Queen of Mystery 2
Queen of Mystery 2 (Hangul: 추리의 여왕2; Hanja: 推理의女王 2, RR: Churieui Yeowang 2, lit.: Mystery's Queen 2), es una serie de televisión surcoreana transmitida del 28 de febrero del 2018 hasta el 19 de abril del 2018, a través de KBS2.
La serie es la continuación de la primera temporada titulada Queen of Mystery, transmitida en el 2017.

## Sinopsis
La serie profundiza en los detalles internos de los crímenes diarios de manera realista, sobre un asesinato y un crimen de agresión sexual que sucedió durante la noche en un callejón sin salida.
El apasionado detective Ha Wan-seung y el ama de casa convertida en investigadora Yoo Seol-ok continúan colaborando para resolver casos misteriosos y curar los corazones de quienes en el camino resultan heridos por los crímenes.

## Reparto

### Personajes principales[7]
| Actor          | Personaje                    | Nº de episodios | Notas                         |
| -------------- | ---------------------------- | --------------- | ----------------------------- |
| Kwon Sang-woo  | Ha Wan-seung                 | 16              | [ 8 ]                         |
| Choi Kang-hee  | Yoo Seol-ok                  | 16              | [ 9 ] [ 10 ]                  |
| Park Byung-eun | Woo Seung-ha                 | 16              | Es un inspector y perfilador. |
| Kim Hyun-sook  | Kim Kyung-mi                 | -               | [ 12 ]                        |
| Lee Da-hee     | Jung Hee-yeon / Seo Hyun-soo | -               | [ 13 ] [ 14 ]                 |

### Personajes secundarios[15]
| Actor          | Personaje                     | N.º de episodios | Notas |
| -------------- | ----------------------------- | ---------------- | --- |
| Kim Tae-woo    | Ha Ji-seung                   | -                | Es el hermano mayor de Ha Wan-seung, un inteligente abogado destacado que tiene la personalidad de un perfecto caballero. Es respetado y admirado por su hermano.   |
| Park Ji-il     | Kang Bo-kook / Secretario Kim | -                | |
| Oh Min-suk     | Det. Gye Seong-woo            | -                | Es un detective y el líder del equipo de la Unidad 1 de la División de Crímenes Violentos en "Jungjindong Station". Seong-woo en ocasiones choca con Ha Wan-seung.  |
| Kim Won-hae    | Jo In-ho                      | -                | Es el gerente de la estación y el director del equipo que trabaja con Ha Wan-seung en "Jungjindong Station".                                                        |
| Hong Ki-joon   | Sgt. Yook Seung-hwa           | -                | Es un sargento de "Jungjindong Station", que siente resentimiento por Ha Wan-seung y constantemente entra en conflicto con él durante las situaciones más críticas. |
| Kim Jong-soo   | Shin Jang-gu                  | -                | Es el jefe de la estación "Jungjindong Station". |
| Kwon Min-ah    | Shin Na-ra                    | -                | Es una oficial de "Jungjindong Station" y la hija de Shin Jang-gu, quien recibe un trato especial por parte de los demás por ser hija del jefe.                     |
| Kim Min-sang   | Hwang Jae-min                 | -                | Es el líder del equipo y miembro de "Mystery Squad" |
| Min Sung-wook  | Gong Han-min                  | -                | Es un cabo y miembro de "Mystery Squad" |
| DinDin         | Park Jae-soon (MC Jay)        | -                | Es un miembro de "Mystery Squad". |
| Jang Yoo-sang  | Kim Yi-kyung                  | -                | Es un miembro de "Mystery Squad". Un joven que a pesar de no destacar ni ser muy sociable en realidad es un genio.                                                  |
| Kim Jong-hyeon | Lee Seon-ho                   | -                | Es un oficial y miembro de "Mystery Squad" |
| Jo Woo-ri      | Yoon Mi-joo                   | -                | Es una miembro de "Mystery Squad". |

### Otros personajes
| Actor           | Personaje           | Episodios donde apareció | Notas                                            |
| --------------- | ------------------- | ------------------------ | ------------------------------------------------ |
| Kim Jin-yeop    | Lee In-ho           | -                        |                                                  |
| Cha In-ha       | Dae Won             | -                        |                                                  |
| Jang In-sub     | Im Woo-cheol        | -                        |                                                  |
| Kwon Hyuk-hyun  | -                   | -                        | Es un oficial de la policía.                     |
| Ha Hoe-jung     | Go Shi-hwan         | -                        |                                                  |
| Hong Ki-joon    | Sgt. Yook Seung-hwa | -                        | Es un sargento.                                  |
| Bae Ho-geun     | Kim Young-sun       | -                        |                                                  |
| Son So-mang     | Jo Soo-jin          | -                        |                                                  |
| Uhm Chae-young  | Ye-na               | -                        |                                                  |
| Park Min-soo    | Won-jae             | -                        |                                                  |
| Kim Joo-ryung   | -                   | -                        | Es la madre de Won-jae.                          |
| Kim Joon-won    | -                   | -                        | Es el padre de Won-jae.                          |
| Dong Yoon-seok  | -                   | -                        |                                                  |
| Kim Ga-eul      | -                   | -                        | Es una joven haciendo preguntas.                 |
| Song Ji-woo     | -                   | -                        | Es una niña en el hospital.                      |
| Lee Ja-ryung    | -                   | -                        |                                                  |
| Song Young-jae  | -                   | -                        |                                                  |
| Hong Sung-duk   | Jang Myung-hoon     | -                        |                                                  |
| Hwang Young-hee | Park Kyung-ja       | -                        | Es la esposa de Jang Myung-hoon.                 |
| Park Kyu-young  | Jang Se-yeon        | -                        | Es la hija de Jang Myung-hoon.                   |
| Choo Soo-bin    | -                   | -                        |                                                  |
| Kang Young-eun  | -                   | -                        | Es una niña comiendo un hot dog.                 |
| Kang Ro-chae    | -                   | -                        | Es la amiga de Ju Hyun-ah.                       |
| Gu Jun-woo      | -                   | -                        | Es un estudiante de primaria.                    |
| Jung Sang-hyun  | -                   | -                        | Es un estudiante de primaria haciendo preguntas. |
| Jang Hae-min    | -                   | -                        |                                                  |
| Yoon Jong-in    | -                   | -                        |                                                  |
| Kim Noh-jin     | Shin Ji-eun         | 14                       |                                                  |
| Kim Jae-il      | Enfro. Oh           | -                        |                                                  |
| Lee Ji-hyun     | Lee Young-suk       | -                        |                                                  |
| Bae Da-bin      | Kim Han-na          | -                        | [ 24 ]                                           |
| Han Seo-yeon    | Kim Kyeong-jin      | -                        | Es una oficial de la policía.                    |
| Ha Yoon-kyung   | Kang Joo-yeon       | -                        |                                                  |
| Lee Seon-hee    | -                   | -                        |                                                  |
| Ham Jin-sung    | -                   | -                        | Es un detective.                                 |
| Hwang In-sung   | -                   | -                        |                                                  |
| Shin Seung-yong | -                   | -                        |                                                  |

### Apariciones especiales
| Actor          | Personaje                 | Episodios donde apareció | Notas |
| -------------- | ------------------------- | ------------------------ | --- |
| Jang Gwang     | Ha Jae-ho                 | -                        | Es el padre de Ha Wan-seung.                                                                                    |
| Dong Ha        | Park Ki-bum               | -                        | |
| Hong Soo-hyun  | Seo Hyun-soo / Ju Hyun-ah | -                        | |
| Jeon Soo-kyung | Nam Bok-soon              | 1                        | |
| Ahn Kil-kang   | Det. Bae Gwang-tae        | 1                        | Es un detective y el jefe de equipo de la Unidad 2 de la División de Crímenes Violentos de la Estación Seodong. |
| Jung In-gi     | Chang Woo-sup             | 1                        | Es un cabo y oficial de Baebangdong-2.                                                                          |
| Park Joon-geum | Park Yeo-sa               | 1                        | Es la ex suegra de Yoo Seol-ok.                                                                                 |
| Lee Yong-nyeo  | Madame Kim                | 1                        | Es una mujer de Baebangdong.                                                                                    |
| Song Ji-ho     | Won Joo-suk               |                          | [ 25 ] |

## Episodios
La serie está conformada por 16 episodios, los cuales fueron emitidos todos los miércoles y jueves a las 22:00 (KST).

### Raitings
Los números en color rojo indican las calificaciones más bajas, mientras que los números en azul indican las calificaciones más altas.
| Ep.      | Fecha de emisión      | Participación promedio de audiencia | Participación promedio de audiencia | Participación promedio de audiencia | Participación promedio de audiencia |
| Ep.      | Fecha de emisión      | TNmS                                | TNmS                                | AGB Nielsen                         | AGB Nielsen                         |
| Ep.      | Fecha de emisión      | Nacional                            | Seúl                                | Nacional                            | Seúl                                |
| -------- | --------------------- | ----------------------------------- | ----------------------------------- | ----------------------------------- | ----------------------------------- |
| 1        | 28 de febrero de 2018 | 6.1% (NR)                           | 6.5%                                | 5.9% (NR)                           | 6.3% (NR)                           |
| 2        | 1 de marzo de 2018    | 7.6% (20.ª)                         | 7.7%                                | 6.5% (20.ª)                         | 6.4% (20.ª)                         |
| 3        | 7 de marzo de 2018    | 5.4% (NR)                           | 5.6%                                | 4.7% (NR)                           | 4.9% (NR)                           |
| 4        | 8 de marzo de 2018    | 6.2% (NR)                           | 7.3%                                | 4.8% (NR)                           | 5.8% (NR)                           |
| 5        | 14 de marzo de 2018   | 6.0% (20.ª)                         | 6.1%                                | 5.2% (19.ª)                         | 5.2% (20.ª)                         |
| 6        | 15 de marzo de 2018   | 5.8% (NR)                           | 5.9%                                | 5.6% (NR)                           | 5.7% (20.ª)                         |
| 7        | 21 de marzo de 2018   | 6.4% (NR)                           | 6.6%                                | 4.7% (NR)                           | 4.9% (NR)                           |
| 8        | 22 de marzo de 2018   | 6.2% (20.ª)                         | 6.3%                                | 4.7% (NR)                           | 4.8% (NR)                           |
| 9        | 28 de marzo de 2018   | 7.6% (13.ª)                         | 7.9%                                | 6.8% (14.ª)                         | 6.5% (15.ª)                         |
| 10       | 29 de marzo de 2018   | 6.6% (18.ª)                         | 6.8%                                | 6.7% (14.ª)                         | 6.5% (14.ª)                         |
| 11       | 4 de abril de 2018    | 7.1% (15.ª)                         | 7.2%                                | 6.6% (16.ª)                         | 6.6% (15.ª)                         |
| 12       | 5 de abril de 2018    | 6.7% (17.ª)                         | 7.0%                                | 6.6% (17.ª)                         | 5.9% (18.ª)                         |
| 13       | 11 de abril de 2018   | 7.8% (12.ª)                         | 8.1%                                | 7.2% (10.ª)                         | 6.8% (11.ª)                         |
| 14       | 12 de abril de 2018   | 7.5% (15.ª)                         | 8.9%                                | 7.3% (12.ª)                         | 7.2% (12.ª)                         |
| 15       | 18 de abril de 2018   | 7.4% (15.ª)                         | 7.5%                                | 7.2% (11.ª)                         | 7.2% (9.ª)                          |
| 16       | 19 de abril de 2018   | 8.1% (11.ª)                         | 8.4%                                | 7.8% (11.ª)                         | 7.5% (10.ª)                         |
| Promedio | Promedio              | 6.8%                                | 7.1%                                | 6.1%                                | 6.1%                                |

## Música
La banda sonora original (OST) de la serie está conformada por las siguientes canciones:

### Parte 1
| No. | Intérprete | Canción         | Letra                                        | Música                        | Duración |
| --- | ---------- | --------------- | -------------------------------------------- | ----------------------------- | -------- |
| 1   | Hyojung    | "SARR" (사르르) | Ahn Young-ran, Son Yeon-sung y Ryu Won-kwang | Son Yeon-sung y Ryu Won-kwang | 3:08     |
| 2   |            | "SARR" (Inst.)  | -                                            | Son Yeon-sung y Ryu Won-kwang | 3:08     |

### Parte 2
| No. | Intérprete | Canción                                | Letra                        | Música                                       | Duración |
| --- | ---------- | -------------------------------------- | ---------------------------- | -------------------------------------------- | -------- |
| 1   | Kei        | "These Days You & I" (요즘 너 요즘 나) | Kim Seon-yeop y Park Se-joon | Burning Potato, Jung Yeon-tae y Park Se-joon | 3:39     |
| 2   |            | "These Days You & I" (Inst.)           | -                            | Burning Potato, Jung Yeon-tae y Park Se-joon | 3:39     |

### Parte 3
| No. | Intérprete | Canción                           | Letra | Música | Duración |
| --- | ---------- | --------------------------------- | ----- | ------ | -------- |
| 1   | Lucia      | "Don't Know Love" (사랑을 모르고) | Lucia | Lucia  | 3:42     |
| 2   |            | "Don't Know Love" (Inst.)         | -     | Lucia  | 3:42     |

### Parte 4
| No. | Intérprete    | Canción                                                   | Letra         | Música         | Duración |
| --- | ------------- | --------------------------------------------------------- | ------------- | -------------- | -------- |
| 1   | Seo Eun-kwang | "Dreaming Of Spring (Hibernation)" (봄을 꿈꾸다 (겨울잠)) | Kim Soo-jeong | Choi Yong-chan | 3:26     |
| 2   |               | "Dreaming Of Spring (Hibernation)" (Inst.)                | -             | Choi Yong-chan | 3:26     |

### Parte 5
| No. | Intérprete | Canción                                           | Letra                                                     | Música                                                    | Duración |
| --- | ---------- | ------------------------------------------------- | --------------------------------------------------------- | --------------------------------------------------------- | -------- |
| 1   | Younha     | "Don't Know Whether It Will Melt" (녹을지 몰라요) | Kim Kyeong-beom, Kim Ji-hwan, Lee Jin-shil y Park Se-joon | Kim Kyeong-beom, Kim Ji-hwan, Lee Jin-shil y Park Se-joon | 2:53     |
| 2   |            | "Don't Know Whether It Will Melt" (Inst.)         | -                                                         | Kim Kyeong-beom, Kim Ji-hwan, Lee Jin-shil y Park Se-joon | 2:53     |

### Parte 6
| No. | Intérpretes   | Canción        | Letra                        | Música                                        | Duración |
| --- | ------------- | -------------- | ---------------------------- | --------------------------------------------- | -------- |
| 1   | Ulala Session | "Stay"         | Major Leaguer y Park Se-joon | Major Leaguer, Choi Hyun-cheol y Park Se-joon | 3:40     |
| 2   |               | "Stay" (Inst.) | -                            | Major Leaguer, Choi Hyun-cheol y Park Se-joon | 3:40     |

### Parte 7
| No. | Intérprete | Canción                             | Letra      | Música        | Duración |
| --- | ---------- | ----------------------------------- | ---------- | ------------- | -------- |
| 1   | ZiA        | "Desire And Hope" (원하고 원망하죠) | Yoon Sa-ra | Shin Jae-hong | 3:45     |
| 2   |            | "Desire And Hope" (Inst.)           | -          | Shin Jae-hong | 3:45     |

### Parte 8
| No. | Intérpretes                       | Canción                                     | Letra                                       | Música                         | Duración |
| --- | --------------------------------- | ------------------------------------------- | ------------------------------------------- | ------------------------------ | -------- |
| 1   | Jiyeon ft. Park Hyo-joon (박효준) | "The Path Leading To Home" (집으로 오는 길) | Kim Kyeong-beom, Kim Ji-hwan y Park Se-joon | Kim Kyeong-beom y Park Se-joon | 3:14     |
| 2   |                                   | "The Path Leading To Home" (Inst.)          | -                                           | Kim Kyeong-beom y Park Se-joon | 3:14     |

### Parte 9
| No. | Intérprete   | Canción                                   | Letra                          | Música                                      | Duración |
| --- | ------------ | ----------------------------------------- | ------------------------------ | ------------------------------------------- | -------- |
| 1   | Seo In-young | "I Still Love You" (여전히 사랑하고 있어) | Kim Kyeong-beom y Park Se-joon | Kim Kyeong-beom, Kim Ji-hwan y Park Se-joon | 3:36     |
| 2   |              | "I Still Love You" (Inst.)                | -                              | Kim Kyeong-beom, Kim Ji-hwan y Park Se-joon | 3:36     |

### Parte 10
| No. | Intérprete | Canción        | Letra         | Música                                       | Duración |
| --- | ---------- | -------------- | ------------- | -------------------------------------------- | -------- |
| 1   | J-Cera     | "Stay" (남아)  | Oh Seong-hoon | Oh Seong-hoon, Kim Seong-tae y Park Ga-young | 3:30     |
| 2   |            | "Stay" (Inst.) | -             | Oh Seong-hoon, Kim Seong-tae y Park Ga-young | 3:30     |

### Parte 11
| No. | Intérprete | Canción                                           | Letra                          | Música                                      | Duración |
| --- | ---------- | ------------------------------------------------- | ------------------------------ | ------------------------------------------- | -------- |
| 1   | MONNI      | "Cannot Live Without You" (너 없인 못살것 같더니) | Kim Kyeong-beom y Park Se-joon | Kim Kyeong-beom, Kim Ji-hwan y Park Se-joon | 4:12     |
| 2   |            | "Cannot Live Without You" (Inst.)                 | -                              | Kim Kyeong-beom, Kim Ji-hwan y Park Se-joon | 4:12     |

## Premios y nominaciones
| Año  | Categoría                                   | Premios           | Nominado      | Resultado |
| ---- | ------------------------------------------- | ----------------- | ------------- | --------- |
| 2018 | Premio a la gran excelencia, actriz         | Premios KBS Drama | Choi Kang-hee | Nominada  |
| 2018 | Premio a la excelencia, actor en miniserie  | Premios KBS Drama | Kwon Sang-woo | Nominado  |
| 2018 | Premio a la excelencia, actriz en miniserie | Premios KBS Drama | Choi Kang-hee | Nominada  |
| 2018 | Mejor actriz de reparto                     | Premios KBS Drama | Kim Hyun-sook | Ganó      |
| 2018 | Mejor actriz revelación                     | Premios KBS Drama | Jo Woo-ri     | Nominada  |
| 2018 | Mejor actor infantil                        | Premios KBS Drama | Park Min-soo  | Nominado  |

## Producción
La serie fue creada por KBS Drama Production y también es conocida como «Mystery Queen 2».
Fue dirigida por Yoo Young-eun y Choi Yoon-seok, quienes contaron con el apoyo del guionista Lee Sung-min (이성민).
Mientras que la producción ejecutiva estuvo a cargo de Lee Sang-baek.
La lectura del guion fue realizada el 22 de diciembre del 2017 en el KBS Annex Broadcasting Station en Yeouido, Corea del Sur.
La serie contó con el apoyo de la compañía de producción "AStory".